# Spider-Man 2
Spider-Man 2 är en amerikansk superhjältefilm om Spider-Man som hade biopremiär i USA den 30 juni 2004, i regi av Sam Raimi efter ett manus av Oscarvinnaren Alvin Sargent (Julia och En familj som andra). Filmen är en uppföljare till Spider-Man (2002). Den vann en Oscar för bästa specialeffekter på Oscarsgalan 2005 och nominerades även för bästa ljudredigering och bästa ljud. Vinsterna för bästa ljudredigering och bästa ljud gick till Pixarfilmen Superhjältarna respektive Ray.

## Handling
Två år efter det stora äventyret har Peter Parker (Tobey Maguire) börjat på universitetet men har problem på flera fronter när allt händer på en gång med bland annat hyra, studier och att han håller på att förlora kärleken Mary Jane Watson (Kirsten Dunst) som förlovat sig med en annan; samt inte minst att han är superhjälten Spider-Man. Peters idol, forskaren Otto Octavius (Alfred Molina) råkar samtidigt ut för en olycka som gör honom till ärkeskurken Doctor Octopus. Samtidigt som Doktor Octopus går fri börjar plötsligt Peters krafter försvinna under vissa perioder och till slut helt. Han slänger dräkten eftersom han nu längre inte är Spider-Man, men hela tiden dyker det upp människor i Peters nya liv som verkligen ber om att Spider-Man måste komma tillbaka och skydda dem från brottsligheten som ständigt ökar. Och när Doctor Octopus kidnappar Mary Jane för att locka fram Spider-Man, måste Peter ta tillbaka sin dräkt och få sina krafter tillbaka annars riskerar inte bara Mary Jane att dö utan även hela New York från Doktor Octopus domedagsmaskin.

## Rollista (i urval)
- Tobey Maguire – Peter Parker / Spider-Man
- Kirsten Dunst – Mary Jane Watson
- James Franco  – Harry Osborn
- Alfred Molina – Dr. Otto Octavius / Doctor Octopus
- Rosemary Harris – May Parker
- J.K. Simmons – J. Jonah Jameson
- Donna Murphy – Rosalie Octavius
- Daniel Gillies – John Jameson
- Dylan Baker – Dr. Curt Connors
- Bill Nunn – Joseph "Robbie" Robertson
- Vanessa Ferlito – Louise
- Aasif Mandvi – Mr. Aziz
- Willem Dafoe – Norman Osborn / Green Goblin
- Cliff Robertson – Ben Parker
- Ted Raimi – Hoffman
- Elizabeth Banks – Betty Brant
- Bruce Campbell – Snooty Usher
- Daniel Dae Kim – Raymond
- John Paxton – Bernard
- Stan Lee – Man som räddar en kvinna  (cameo)